# Зенкінська
Зенкінська (рос. Зенкинская) — присілок в Шенкурському районі Архангельської області Російської Федерації.
Населення становить 14 осіб. Входить до складу муніципального утворення Верхопаденьгське муніципальне утворення.

## Історія
Від 1937 року належить до Архангельської області.
Від 2004 року належить до муніципального утворення Верхопаденьгське муніципальне утворення.

## Населення
| 2002 | 2010 | 2012 |
| ---- | ---- | ---- |
| 27   | ↘18  | ↘14  |